# صدای خاموش (فیلم)
صدای خاموش (ژاپنی: 映画 聲の形 هپبورن: Eiga Koe no Katachi, انگلیسی: A Silent Voice ,ت.ت. 'فیلم شکل صدا') یک انیمه فیلم نوجوانانه و درام روان‌شناختی ژاپنی ۲۰۱۶ محصول کیوتو انیمیشن، به کارگردانی نائوکو یامادا و نویسندگی ریکو یوشیدا است. طراحی شخصیت‌ها توسط فوتوشی نیشیا انجام شده و موسیقی آن نیز کار کِنسوکه یوشیو است. این فیلم بر پایه مانگایی با همین نام به نویسندگی یوشیتوکی اویما، ساخته شده‌است. برنامه‌های مربوط به تولید اقتباس فیلم انیمه در نوامبر ۲۰۱۴ اعلام شد. نوامبر ۲۰۱۵ نیز تأیید شد که کیوتو انیمیشن   فیلم را تولید می‌کند. در می ۲۰۱۶ میو ایرینو و سائوری هایامی به عنوان صداپیشگان فیلم حاضر شدند و پوستر اکران فیلم و تریلر رسمی آن نیز در ژوئیۀ ۲۰۱۶ منتشر شد.
این فیلم شامل عناصر مرتبط با سن بلوغ و درام روان‌شناختی بوده و با موضوعاتی همچون قلدری، معلولیت، بخشندگی، سلامت روانی، خودکشی و دوستی میان جنسیت‌های مختلف سروکار دارد. داستان درمورد پسری ست که قبلاً قلدر بوده و هم‌اکنون از جامعه مطرود شده، تصمیم می‌گیرد با دختر ناشنوایی که سالها پیش بر او قلدری می‌کرد، دوست شود.
این فیلم برای نخستین بار در ۲۴ اوت ۲۰۱۶ در توکیو به نمایش درآمد. در ۱۷ سپتامبر ۲۰۱۶ در ژاپن و از فوریه تا ژوئن ۲۰۱۷ به صورت جهانی منتشر شد. این فیلم نقدهای مثبتی را از منتقدان دریافت کرد و برای کارگردانی، پویانمایی و پیچیدگی روان‌شناختی شخصیت‌های آن مورد ستایش قرار گرفت. همچنین در سراسر جهان بیش از ۳۱٫۶ میلیون دلار فروش داشته است. این فیلم در جشنوارۀ جوایز منتقدان فیلم ژاپنی برد و نیز در جشنواره‌های جایزۀ بهترین پویانمایی سال آکادمی فیلم ژاپن و جایزه فیلم ماینیچی برای بهترین فیلم پویانمایی نامزد شد که به ترتیب به فیلم انیمه‌های در این گوشۀ دنیا و نام تو باخت.

## داستان
دانش‌آموز ابتدایی به نام شویا ایشیدا و دوستانش، شوکو نیشیمیا دانش‌آموزی انتقالی که ناشنوا به دنیا آمده را قلدری می‌کنند. وقتی خبر قلدری به مدیر مدرسه می‌رسد، دوستان شویا پشتش را خالی می‌کنند و او را به عنوان تنها قلدر معرفی می‌کنند. وقتی که شوکو می‌خواهد کمکش کند، شویا او را سرزنش می‌کند که منجر به درگیری فیزیکی بین آن دو نفر می‌شود. به دنبالۀ آن، شوکو به مدرسه‌ای دیگر منتقل می‌شود؛ و شویا دفتر او را نگه می‌دارد.
بخاطر شهرت شویا در دوران راهنمایی به عنوان یک قلدر، در دبیرستان تنها و افسرده می‌شود به طوری که تصور می‌کند خودکشی تنها راه بخشش اوست. با این حال، او تصمیم می‌گیرد قبل از پایان دادن به زندگی‌اش، ابتدا با کسانی که به آنها بدی کرده جبران کند. شویا هنگام برگرداندن دفتر شوکو به او در مرکز زبان اشاره، روابطش را با او بهتر می‌کند که در جریان اینکار می‌فهمد شوکو هنوز بخاطر خجالتی بودنش تنهاست. شویا همکلاسی‌ بی‌دوستش به نام توموهیرو ناگاتسوکا را از دست یک قلدر نجات می‌دهد؛ ازین رو ناگاتسوکا که خود را مدیون شویا می‌داند، با او دوست می‌شود.
شویا تلاش می‌کند تا دوباره با شوکو ملاقات کند و به او در غذا دادن به ماهی‌های کوی کمک کند که باعث خشم خواهر کوچکترش یوزورو می‌شود. وقتی که شویا غیر قانوناً به داخل رودخانه می‌پرد تا دفتر شوکو را بردارد، یوزورو از او عکس می‌گیرد و آن را در اینترنت می‌گذارد تا باعث تعلیق او از مدرسه شود. بخاطر اینکار، بین شوکو و یوزورو بحث پیش می‌آید که منجر به فرار یوزورو از خانه می‌شود. شویا او را به خانه‌اش دعوت می‌کند و آنها با هم آشتی می‌کنند.
شویا به شوکو کمک می‌کند با میوکو ساهارا دوباره ارتباط برقرار کند. میوکو همکلاسی مهربانی بود که دوست واقعی شوکو شده بود که در حال حاضر با نائوکا اوئِنو به یک مدرسه می‌رود. نائوکا نیز از جمله کسانی بود که شوکو را قلدری می‌کرد و در تلاش است راه خود را به زندگی شویا باز کند. شوکو میکی کاوای، از همکلاسی‌های دوران دبستانش را می‌بیند. میکی با شویا به یک مدرسه می‌رود و عاشق یکی از همکلاسی‌هایش به نام ساتوشی ماشیبا است. شوکو کمی بعد هدیه‌ای به شویا می‌دهد و به طور شفاهی (نه با زبان اشاره) عشقش را به او اعتراف می‌کند؛ اما وقتی شویا حرفش را اشتباه می‌شنود ناراحت می‌شود. شویا شوکو را همراه با ناگاتسوکا، میوکو، میکی و ساتوشی به شهربازی دعوت می‌کند. نائوکا نیز به آنها می‌پیوندد. او که شیفتۀ شویا است، تلاش می‌کند او را با دوستان قدیمی‌اش آشتی دهد.
نائوکا همچنین بدبختی‌های شویا را تقصیر شوکو می‌داند و به همین خاطر از او خشمگین است. یوزورو مخفیانه گفتگوی میان آن دو را ضبط می‌کند تا به شویا نشان دهد. هنگامی که میکی برای اینکه در قلدری شوکو بی‌تقصیر بماند، گذشتۀ شویا را فاش می‌کند که باعث می‌شود گروه از هم پاشیده شود. شویا خودش را از همه جدا می‌کند به جز خواهران نیشیمیا. پس از مرگ مادربزرگ شوکو و یوزورو، شویا آنها را به گردش می‌برد و وقت می‌گذراند تا حالشان بهتر شود. در همین جاست که پی می‌برد شوکو خودش را بخاطر اتفاقات بدی که برای شویا افتاده، مقصر می‌داند. شویا تصمیم می‌گیرد زندگی اجتماعی‌اش را وقف این دو خواهر کند.
در طول جشنوارۀ آتش بازی در تابستان، شوکو، که به ظاهر می‌خواهد تکالیفش را تمام کند، زودتر از بقیه به خانه می‌رود. شویا نیز او را دنبال می‌کند تا دوربین یوزورو را برایش ببرد. در همین حال شوکو را در حالی پیدا می‌کند که دارد آمادۀ پریدن از بالکن می‌شود. شویا موفق می‌شود مانع پریدن او شود ولی خودش بر روی رودخانۀ پایین ساختمان سقوط می‌کند. او توسط دوستان سابقش نجات می‌یابد اما جراحاتش باعث می‌شود او به کما برود.
یک شب، شوکو خواب می‌بیند که شویا دارد با او خداحافظی می‌کند. شویا از کما بیدار می‌شود و به طرف پل می‌رود و شوکو را گریان می‌یابد. او برای اینکه شوکو را قلدری کرده از او معذرت خواهی می‌کند و به او می‌گوید که نباید خودش را مقصر اتفاقات بد زندگی‌اش بداند. شویا همچنین اعتراف می‌کند که می‌خواست خودکشی کند اما تصمیم گرفته اینکار را نکند و از شوکو هم می‌خواهد که به زندگی کردن ادامه دهد، که شوکو هم قبول می‌کند.
زمانی که شویا به مدرسه بر می‌گردد، با دوستانش آشتی می‌کند و می‌فهمد که چقدر آنها به او اهمیت می‌دهند. همانطور که همۀ آنها به جشنوارۀ مدرسه‌شان می‌روند، شویا شروع به اشک ریختن می‌کند و پی می‌برد او سرانجام زندگی‌اش را اصلاح کرده است.

## شخصیت‌ها
شویا ایشیدا (石田 将也 Ishida Shōya)
صداگذاری شده توسط: میو ایرینو، مایو ماتسوئوکا (دوران دبستان)
پسری دبیرستانی که در دوران دبستان، دختری ناشنوا به نام شوکو نیشیمیا را قلدری می‌کرد. وقتی که مدیر مدرسه از این موضوع باخبر می‌شود، او خود قربانی قلدری بقیه می‌شود. هم‌اکنون که از جامعه مطرود شده، تلاش می‌کند تا بدی‌هایی که به شوکو کرده، جبران کند.
شوکو نیشیمیا (西宮 硝子 Nishimiya Shōko)
صداگذاری شده توسط: سائوری هایامی
دختری ناشنوا که به دبستان شویا منتقل شده و قربانی آزار و اذیت‌های مداوم شویا و دیگر دوستانش می‌شود؛ که در آخر منجر به انتقال او به مدرسه‌ای دیگر می‌گردد.
یوزورو نیشیمیا (西宮 結絃 Nishimiya Yuzuru)
صداگذاری شده توسط: آئویی یوکی
خواهر کوچکتر شوکو که در ابتدا مخالف نزدیکی شویا به شوکو بود. شویا که در تلاش است بدی‌های گذشته را جبران کند، یوزورو هم با او صمیمی‌تر می‌شود.
توموهیرو ناگاتسوکا (永束 友宏 Nagatsuka Tomohiro)
صداگذاری شده توسط: کِنشو اونو
پسر دبیرستانی با ظاهری تپل که وقتی شویا او را از دست یک قلدر نجات می‌دهد، بهترین دوستش می‌شود.
نائوکا اوئنو (植野 直花 Ueno Naoka)
صداگذاری شده توسط: یوکی کانِکو
همکلاسی دبستانی شویا که در قلدری بر علیه شوکو، سهیم بود.
میوکو ساهارا (佐原 みよこ Sahara Miyoko)
صداگذاری شده توسط: یویی ایشیکاوا
از معدود همکلاسی‌هایی که در دوران دبستان با شوکو دوست بود.
میکی کاوای (川井 みき Kawai Miki)
صداگذاری شده توسط: مگومی هان
از همکلاسی‌های شویا از دبستان تا دبیرستان.
ساتوشی ماشیبا (真柴 智 Mashiba Satoshi)
صداگذاری شده توسط: توشیوکی تویوناگا
دوست و پسر مورد علاقۀ میکی که با شویا دوست شد.
کازوکی شیمادا (島田 一旗 Shimada Kazuki)
صداگذاری شده توسط: ریو نیشیتانی، ساچیکو کوجیما (دوران دبستان)
دوست دوران دبستان شویا و از همدستان در قلدری شوکو. کازوکی بعداً شروع به قلدری شویا می‌کند.
کِیسوکه هیروسه (広瀬 啓祐 Hirose Keisuke)
صداگذاری شده توسط: تاکویا ماسوموتو، هانا تاکِدا (دوران دبستان)
از دوستان دوران دبستان شویا که بعداً شروع به قلدری بر شویا کرد.
تاکِئوچی (竹内 Takeuchi)
صداگذاری شده توسط: فومینوری کوماتسو
معلم دوران دبستان شویا.
میاکو ایشیدا (石田 美也子 Ishida Miyako)
صداگذاری شده توسط: ساتسوکی یوکینو
مادر شویا.
یائِکو نیشیمیا (西宮 八重子 Nishimiya Yaeko)
صداگذاری شده توسط: آکیکو هیراماتسو
مادر شوکو و یوزورو که با نزدیکی دخترانش به شویا مخالف است.
خواهر بزرگتر شویا (将也の姉 Shōya no Ane)
صداگذاری شده توسط: آیانو هاماگوچی
مادر ماریا و همسر پدرو. نام او و قیافه‌اش نامشخص است.
ماریا ایشیدا (石田 マリア Ishida Maria)
صداگذاری شده توسط: اِرِنا کاماتا
خواهرزادۀ شویا.
ایتو نیشیمیا (西宮 いと Nishimiya Ito)
صداگذاری شده توسط: ایکوکو تانی
مادربزرگ شوکو و یوزورو و مادر یائِکو.
پدرو (ペドロ Pedoro)
صداگذاری شده توسط: ریونوسوکه واتانوکی
پدر ماریا و شوهر خواهر شویا.

## جستار های وابسته
- نام تو (انیمه های مشابه)
- سوزومه (انیمه های مشابه)